# ФК Реал Мадрид
Краљевски фудбалски клуб Мадрид, познатији колоквијално као Реал Мадрид (шп. Real Madrid Club de Fútbol) шпански је фудбалски клуб, најуспешнији фудбалски клуб на свету у 20. веку. Оcнован је 6. марта 1902. Наступа у Првој лиги Шпаније (Primera División) од формирања лиге 1928. до данас без испадања у нижи ранг такмичења. Име клуба је било Madrid Club de Fútbol, али клубу је дозвољено да користи назив Real (краљевски) након што је краљ Алфонсо XIII дао клубу званични благослов у јуну 1920. године. У Другој шпанској републици је круна са грба и назив Real уклоњена, па је клуб од 1931. године носио стари назив. После победе Националиста у Шпанском грађанском рату је 1939. поново враћена круна на грбу, и назив Real.
Тим игра у белим дресовима по чему је и добио надимак Los blancos (бели). Утакмице играју на стадиону Сантијаго Бернабеу, који је отворен 1947. године. Капацитет стадиона је 78.297 седећих места.
Од средине 20. века Реал је увек у врху европског фудбала. Куп европских шампиона/Лигу шампиона је освојио рекордних петнаест пута, а рангиран је као најбољи у листи ФИФА најбољих клубова 20. века.
Реал Мадрид је освојио 32 трофеја у европским и светским такмичењима што га чини најуспешнијим тимом на свету.

## Историја
Фудбал у Мадрид су донели професори и студенти са института Libre de Enseñanza. Основали су Фудбалски клуб Небо (Football Club Sky) 1897. године, а играли су недељом у Манклоји. Овај клуб се 1900. распао у два мања клуба: Нови фудбал Мадрид (New Foot-Ball de Madrid) и Шпански клуб Мадрид (Club Español de Madrid). Било је још неколико подела док 6. марта 1902. није званично основан клуб под називом Мадрид. Године 1920. име клуба је промењено у Реал Мадрид пошто је краљ Алфонсо XIII дао клубу благослов да носи титулу краљевског клуба.
Сантијаго Бернабеу (Santiago Bernabéu Yeste) је постао председник Реала 1945. Почетком 1953. почео је да купује играче из иностранства, најзначајније од њих је довођење Алфреда Ди Стефана. Створио је прву интернационалну поставу Реал Мадрида.
Године 1955. поступајући по идеји шпанских спортских новинара и уредника Л'Екипа, Габријела Анота, и надоградњи Латинског купа (турнир који је укључивао клубове из Француске, Шпаније, Португалије и Италије) Сантијаго Бернабеу Јесте срео се у хотелу Амбасадор у Паризу са Бедрињаном и Густавом Шебешом и створио 1955. оно што је у почетку било егзибиционо такмичење са одабраним клубовима, али које је временом прерасло у данашњу Лигу шампиона. Управо је под његовим вођством Реал Мадрид постао препознатљива фудбалска сила у Европи.

## Тренутни састав
Ажурирано 1. септембра 2024.
| Бр. |           | Позиција | Играч             |
| --- | --------- | -------- | ----------------- |
| 1   | Белгија   | Г        | Тибо Куртоа       |
| 2   | Шпанија   | О        | Данијел Карвахал  |
| 3   | Бразил    | О        | Едер Милитао      |
| 4   | Аустрија  | О        | Давид Алаба       |
| 5   | Енглеска  | С        | Џуд Белингам      |
| 6   | Француска | С        | Едуардо Камавинга |
| 7   | Бразил    | Н        | Винисијус Жуниор  |
| 8   | Уругвај   | С        | Федерико Валверде |
| 9   | Француска | Н        | Килијан Мбапе     |
| 10  | Хрватска  | С        | Лука Модрић       |
| 11  | Бразил    | Н        | Родриго           |

| Бр. |           | Позиција | Играч            |
| --- | --------- | -------- | ---------------- |
| 13  | Украјина  | Г        | Андреј Луњин     |
| 14  | Француска | С        | Орелијен Чуамени |
| 15  | Турска    | С        | Арда Гулер       |
| 16  | Бразил    | Н        | Ендрик           |
| 17  | Шпанија   | О        | Лукас Васкез     |
| 18  | Шпанија   | О        | Хесус Ваљехо     |
| 19  | Шпанија   | С        | Дани Себаљос     |
| 20  | Шпанија   | О        | Фран Гарсија     |
| 21  | Мароко    | Н        | Брахим Дијаз     |
| 22  | Њемачка   | О        | Антонио Ридигер  |
| 23  | Француска | О        | Ферлан Менди     |

## Успеси

### Национални
- Ла лига
  - Првак (36–рекорд) : 1931/32, 1932/33, 1953/54, 1954/55, 1956/57, 1957/58, 1960/61, 1961/62, 1962/63, 1963/64, 1964/65, 1966/67, 1967/68, 1968/69, 1971/72, 1974/75, 1975/76, 1977/78, 1978/79, 1979/80, 1985/86, 1986/87, 1987/88, 1988/89, 1989/90, 1994/95, 1996/97, 2000/01, 2002/03, 2006/07, 2007/08, 2011/12, 2016/17, 2019/20, 2021/22, 2023/24.
  - Вицепрвак (26) : 1929, 1933/34, 1934/35, 1935/36, 1941/42, 1944/45, 1958/59, 1959/60, 1965/66, 1980/81, 1982/83, 1983/84, 1991/92, 1992/93, 1998/99, 2004/05, 2005/06, 2008/09, 2009/10, 2010/11, 2012/13, 2014/15, 2015/16, 2020/21, 2022/23, 2024/25.
- Куп Шпаније
  - Освајач (20) : 1904/05, 1905/06; 1906/07, 1907/08, 1916/17, 1933/34, 1935/36, 1945/46, 1946/47, 1961/62, 1969/70, 1973/74, 1974/75, 1979/80, 1981/82, 1988/89, 1992/93, 2010/11, 2013/14, 2022/23.
  - Финалиста (21) : 1903, 1916, 1918, 1924, 1929, 1930, 1933, 1940, 1943, 1958, 1959/60, 1960/61, 1967/68, 1978/79, 1982/83, 1989/90, 1991/92, 2001/02, 2003/04, 2012/13, 2024/25.
- Суперкуп Шпаније
  - Освајач (13) : 1988, 1989, 1990, 1993, 1997, 2001, 2003, 2008, 2012, 2017, 2019/20, 2021/22, 2023/24.
  - Финалиста (7) : 1982, 1995, 2007, 2011, 2014, 2022/23, 2024/25.
- Куп Ева Дуарте (претходник Суперкупа Шпаније)
  - Освајач (1) : 1947.
- Лига куп Шпаније
  - Освајач (1) : 1984/85.
  - Финалиста (1) : 1982/83.

### Међународни
- Куп европских шампиона / Лига шампиона
  - Освајач (15–рекорд) : 1955/56, 1956/57, 1957/58, 1958/59, 1959/60, 1965/66, 1997/98, 1999/00, 2001/02, 2013/14, 2015/16, 2016/17, 2017/18, 2021/22, 2023/24.
  - Финалиста (3) : 1961/62, 1963/64, 1980/81.
- Куп УЕФА
  - Освајач (2) : 1984/85, 1985/86.
- Куп победника купова
  - Финалиста (2) : 1970/71, 1982/83.
- Суперкуп Европе / УЕФА суперкуп
  - Освајач (6–рекорд) : 2002, 2014, 2016, 2017, 2022, 2024.
  - Финалиста (3) : 1998, 2000, 2018.
- Светско клупско првенство
  - Освајач (5–рекорд) : 2014, 2016, 2017, 2018, 2022.
- Интерконтинентални куп
  - Освајач (3–рекорд) : 1960, 1998, 2002.
  - Финалиста (2) : 1966, 2000.
- ФИФА Интерконтинентални куп
  - Освајач (1) : 2024.
- Мало светско клупско првенство
  - Освајач (2) : 1952, 1956.
  - Финалиста (1) : 1963.
- Латински куп
  - Освајач (2–рекорд) : 1955, 1957.
- Међународни куп шампиона[5]
  - Освајач (3) : 2013, 2015.[6]

## Тренери
| Име                        | Националност | Године    |
| -------------------------- | ------------ | --------- |
| Артур Џонсон               | Енглеска     | 1910–1920 |
| Хуан де Карсел             | Шпанија      | 1920–1926 |
| Педро Љоренте (привремени) | Шпанија      | 1926–1926 |
| Сантијаго Бернабеу         | Шпанија      | 1926–1927 |
| Хосе Бераондо              | Шпанија      | 1927–1929 |
| Хосе Киранте               | Шпанија      | 1929–1930 |
| Липо Херца                 | Мађарска     | 1930–1932 |
| Роберт Фирт                | Енглеска     | 1932–1934 |
| Франциско Бру              | Шпанија      | 1934–1941 |
| Хуан Армет                 | Шпанија      | 1941–1943 |
| Рамон Енсисас              | Шпанија      | 1943–1945 |
| Хасинто Кинкосес           | Шпанија      | 1945–1946 |
| Балтазар Албењиз           | Шпанија      | 1946–1947 |
| Мајкл Кипинг               | Енглеска     | 1948–1950 |
| Балтазар Албењиз           | Шпанија      | 1950–1951 |
| Хектор Скароне             | Уругвај      | 1951–1952 |
| Хуан Антонио Ипиња         | Шпанија      | 1952–1953 |
| Енрике Фернандез           | Уругвај      | 1953–1954 |
| Хосе Виљалонга             | Шпанија      | 1954–1957 |
| Луис Карниља               | Аргентина    | 1957−1959 |
| Мануел Флејтас             | Бразил       | 1959–1960 |
| Мигел Муњоз                | Шпанија      | 1960–1974 |
| Луис Моловњи               | Шпанија      | 1974–1974 |
| Миљан Миљанић              | Југославија  | 1974–1977 |
| Луис Моловњи               | Шпанија      | 1977–1979 |
| Вујадин Бошков             | Југославија  | 1979–1982 |
| Алфредо ди Стефано         | Аргентина    | 1982−1984 |
| Амансио Амаро              | Шпанија      | 1984–1985 |
| Луис Моловњи               | Шпанија      | 1985–1986 |
| Лео Бенхакер               | Холандија    | 1986–1989 |
| Џон Тошак                  | Велс         | 1989–1990 |

| Име                   | Националност | Године    |
| --------------------- | ------------ | --------- |
| Алфредо ди Стефано    | Аргентина    | 1990−1991 |
| Радомир Антић         | Југославија  | 1991–1992 |
| Лео Бенхакер          | Холандија    | 1992–1992 |
| Бенито Флоро          | Шпанија      | 1992–1994 |
| Висенте дел Боске     | Шпанија      | 1994–1994 |
| Хорхе Валдано         | Аргентина    | 1994−1996 |
| Висенте дел Боске     | Шпанија      | 1996–1996 |
| Арсенио Иглесијас     | Шпанија      | 1996–1996 |
| Фабио Капело          | Италија      | 1996−1997 |
| Јуп Хајнкес           | Њемачка      | 1997–1998 |
| Гус Хидинк            | Холандија    | 1998–1999 |
| Џон Тошак             | Велс         | 1999–1999 |
| Висенте дел Боске     | Шпанија      | 1999–2003 |
| Карлос Кеироз         | Португал     | 2003–2004 |
| Хосе Антонио Камачо   | Шпанија      | 2004–2004 |
| Гарсија Рамон         | Шпанија      | 2004–2004 |
| Вандерлеј Луксембурго | Бразил       | 2004–2005 |
| Хуан Рамон Лопез Каро | Шпанија      | 2005–2006 |
| Фабио Капело          | Италија      | 2006−2007 |
| Бернд Шустер          | Њемачка      | 2007–2008 |
| Хуанде Рамос          | Шпанија      | 2008–2009 |
| Мануел Пелегрини      | Чиле         | 2009–2010 |
| Жозе Морињо           | Португал     | 2010–2013 |
| Карло Анчелоти        | Италија      | 2013−2015 |
| Рафаел Бенитез        | Шпанија      | 2015–2016 |
| Зинедин Зидан         | Француска    | 2016–2018 |
| Јулен Лопетеги        | Шпанија      | 2018–2018 |
| Сантјаго Солари       | Аргентина    | 2018–2019 |
| Зинедин Зидан         | Француска    | 2019–2021 |
| Карло Анчелоти        | Италија      | 2021–2025 |
| Шаби Алонсо           | Шпанија      | 2025–     |

## Значајни играчи
| - Раул - Икер Касиљас - Маноло Санчис - Серхио Рамос - Сантијана - Фернандо Јеро - Франсиско Хенто - Камачо - Пири - Мичел - Гути - Чендо - Амансио - Емилио Бутрагењо - Франциско Бујо - Хуанито - Висенте дел Боске - Ћаби Алонсо - Марсело - Роберто Карлос | - Каземиро - Роналдо - Кака - Робињо - Алфредо ди Стефано - Гонзало Игваин - Фернандо Редондо - Хорхе Валдано - Сантјаго Солари - Анхел ди Марија - Карим Бензема - Рафаел Варан - Зинедин Зидан - Клод Макелеле - Ремон Копа - Тони Крос - Бодо Илгнер - Ули Штилике - Паул Брајтнер - Месут Озил | - Кристијано Роналдо - Луис Фиго - Пепе - Дејвид Бекам - Стив Макманаман - Кларенс Седорф - Руд ван Нистелрој - Фабио Канаваро - Кристијан Панучи - Давор Шукер - Роберт Просинечки - Хозе Сантамарија - Уго Санчез - Ференц Пушкаш - Гарет Бејл - Иван Заморано - Предраг Мијатовић - Георге Хађи - Микаел Лаудруп - Кејлор Навас |